# Rondibilis amanoi
Rondibilis amanoi es una especie de escarabajo longicornio del género Rondibilis, tribu Acanthocinini, subfamilia Lamiinae. Fue descrita científicamente por Hayashi en 1961.

## Descripción
Mide 6-8 milímetros de longitud.

## Distribución
Se distribuye por Japón.